# Arnold Eidus
Arnold Eidus, né le 28 novembre 1922 dans le Bronx à New York et mort le 3 juin 2013 à Delray Beach en Floride, est un violoniste américain. Enfant prodige, il est le premier violoniste américain à remporter le concours international Jacques Thibaud à Paris en 1946.

## Biographie

### Enfance
Il naît dans le Bronx au sein d'une famille de confession juive, de parents musiciens. Son père est violoniste et sa mère pianiste. Son apprentissage du violon commence tôt, à 4 ans. Il se met à jouer à l'occasion de dîners dans des cercles de médecins locaux. L'un d'eux, touché par la musique du garçon, lui fait cadeau d'un Stradivarius.
Le jeune Arnold fait ses débuts officiels à 9 ans au Town Hall de New York. À 13 ans, il est le soliste d'une interprétation de la Symphonie espagnole pour violon et orchestre d’Édouard Lalo au Carnegie Hall. Le violoniste Louis Persinger lui dispense des cours privés au sein de la célèbre Juilliard School.

### Carrière musicale
En 1946, il devient le premier violoniste américain à remporter le concours international Jacques Thibaud à Paris. De retour aux États-Unis, il devient l'un des musiciens new-yorkais les plus connus. Il se produit alors au cours d'émissions télévisées et de concerts, mais aussi de séances d'enregistrement. Si son répertoire de prédilection demeure la musique classique, avec notamment des œuvres de Zoltán Kodály, Beethoven, Edward Elgar, Aaron Copland, Manuel de Falla, Henryk Wieniawski, Jean Sibelius, Johannes Brahms, il se tourne aussi vers d'autres styles musicaux, comme le jazz, la pop, le blues et la musique latine. Artiste polyvalent, il joue aux côtés de  Perry Como, Coleman Hawkins, Lena Horne, Marian McPartland, Ruth Brown, Paul Desmond, Freddie Hubbard, Raymond Scott, Wes Montgomery, Patti Austin, Perez Prado, Frank Sinatra, Doris Day, Edgar Winter, Cal Tjader, et Carmen McRae. En 1945, il est soliste au sein de l'orchestre de l'American Broadcasting Company à l'occasion de la réorchestration de Rhapsody in Blue de  George Gershwin par le chef d'orchestre Paul Whiteman.
Il se produit régulièrement dans l'émission Your Show of Shows, diffusée sur NBC et qui met en vedette Sid Caesar et joue pour de nombreux jingles publicitaires.
En 1950, Eidus, en collaboration avec le violoncelliste George Ricci, fonde le label Stradivari Records.
Aux États-Unis, Arnold Eidus est soliste avec l'Orchestre philharmonique de New York sous la direction de Leonard Bernstein, l'Orchestre symphonique de Chicago sous la direction d'Izler Solomon (en), et l'Orchestre philharmonique de Los Angeles sous la direction d'Antal Dorati. En Europe, c'est avec l'Orchestre symphonique de Londres, au Royal Albert Hall, et l'Orchestre philharmonique de Vienne qu'il se produit.
Marié à Doris Dresher (1921-2004), il est père de deux enfants, Robert and Licia.
Arnold Eidus décède le 3 juin 2013 à Delray Beach, âgé de 90 ans.